# Clasificación para la Copa Africana de Naciones Sub-23 de 2023
La Clasificación para la Copa Africana de Naciones Sub-23 de 2023, se inició el 19 de septiembre de 2022 y culminó el 28 de marzo de 2023. Estos partidos también sirven como la primera etapa de la clasificación de la CAF para el torneo de fútbol masculino de los Juegos Olímpicos de París 2024 en Francia. La ronda final se realizó en Marruecos durante el año 2023. 

## Equipos participantes
De los 54 miembros de fútbol afiliadas a la CAF, 26 participaron en el proceso clasificatorio solo 38 selecciones nacionales que se anunció el 18 de agosto de 2022. Los 18 equipos que tuvieron el mejor desempeño en el torneo final de la Copa Africana de Naciones Sub-23 de 2019 y la competencia de clasificación pasaron a la segunda ronda.
Al estar automáticamente clasificada por ser el país anfitrión la selección de Marruecos no participó en el torneo clasificatorio.

## Formato de competición
Todas las zonas se jugaron con un sistema de eliminación directa en una, dos y tres rondas.
En la Primera ronda los 20 equipos participantes formaron 10 series para competir en la ronda preliminar, jugando partidos de ida y vuelta, los 10 ganadores clasificaron a la segunda ronda.
En la Segunda ronda participarán los 10 equipos clasificados de la primera ronda junto a los 18 exentos según el ranking, jugando partidos de ida y vuelta, clasificando 14 equipos a la 3.ª ronda.
En la Tercera ronda participarán los 14 equipos clasificados de la 2.ª ronda formaron 7 series para competir en esta ronda, clasificando a 7 equipos para la fase final del torneo además del país anfitrión Marruecos.
Todas las series de estas 3 rondas se jugaron con partidos de ida y vuelta, resultando ganador de cada serie el equipo que haya marcado más goles en ambos partidos, al final del segundo partido cuando los dos equipos tuvieron la misma cantidad de goles resultó ganador el equipo que haya marcado más goles en calidad de visitante. En caso de persistir el empate se definió al ganador directamente mediante tiros desde el punto penal, sin jugar tiempos extras.

### Calendario
| Ronda   | Vuelta | Fechas                        |
| ------- | ------ | ----------------------------- |
| Primera | Ida    | 21 a 27 de septiembre de 2022 |
| Primera | Vuelta | 26 y 27 de septiembre de 2022 |
| Segunda | Ida    | 22 y 23 de octubre de 2022    |
| Segunda | Vuelta | 29 y 30 de octubre de 2022    |
| Tercera | Ida    | x de marzo de 2023            |
| Tercera | Vuelta | x de marzo de 2023            |

## Primera ronda
| Equipo 1     | Global    | Equipo 2                        | Ida | Vuelta |
| ------------ | --------- | ------------------------------- | --- | ------ |
| Botsuana     | 2 - 4     | Malaui                          | 0-0 | 2-4    |
| Tanzania     | 3 - 3 (v) | Sudán del Sur                   | 0-0 | 3-3    |
| Suazilandia  | 3 - 2     | Botsuana                        | 2-0 | 1-2    |
| Mauritania   | 1 - 2     | Togo                            | 1-0 | 0-2    |
| Etiopía      | 0 - 1     | República Democrática del Congo | 0-0 | 0-1    |
| Mozambique   | 5 - 1     | Mauricio                        | 3-0 | 2-1    |
| Burkina Faso | 2 - 2 (v) | Gambia                          | 0-1 | 2-1    |
| Libia        | 4 - 4 (v) | Ruanda                          | 4-1 | 0-3    |
| Madagascar   | 12 - 1    | Seychelles                      | 5-0 | 7-1    |
| Angola       | 8 - 1     | Namibia                         | 2-1 | 6-0    |

### Guinea-Bisáu vs Níger
| 23 de septiembre de 2022, 16:00 | Guinea-Bisáu | 0:0     | Níger | Estadio 24 de Septiembre, Bisáu, |  |
|                                 |              | Reporte |       |                                  |  |

| 27 de septiembre de 2022, 16:00 | Níger                                                   | 4:2     | Guinea-Bisáu      | Estadio Sam Nujoma, Windhoek,         |                                       |
|                                 | - Boulhassane 36' - Almoustapha 47', 67' - Amoumane 50' | Reporte | - Camará 78', 88' | Árbitro(s): Adaari Abdul-Latif, Ghana | Árbitro(s): Adaari Abdul-Latif, Ghana |

```
Clasificó Níger al vencer en el global 4-2
```

### Tanzania vs Sudán del Sur
| 23 de septiembre de 2022, 16:00 | Tanzania | 0:0     | Sudán del Sur | Chamazi Stadium, Maputo,                    |                                             |
|                                 |          | Reporte |               | Árbitro(s): Georges Gatogato, Dar es Salaam | Árbitro(s): Georges Gatogato, Dar es Salaam |

| 26 de septiembre de 2022, 16:00 | Sudán del Sur                               | 3:3     | Tanzania                                  | Stade Huye, Butare (Ruanda),             |                                          |
|                                 | - Lual 24' - Malish 54' - Angier 66' (pen.) | Reporte | - Sopu 10' (pen.) - Msengi 40' - John 68' | Árbitro(s): Retselisitsoe Molise, Lesoto | Árbitro(s): Retselisitsoe Molise, Lesoto |

```
Clasificó Tanzania por regla gol de visita.
```

### Suazilandia vs Botsuana
| 23 de septiembre de 2022, 15:00 | Suazilandia                     | 2:0     | Botsuana | Estadio Nacional Somhlolo, Lobamba,  |                                      |
|                                 | - B. Dlamini 45' - Simelane 48' | Reporte |          | Árbitro(s): Mathews Hamalila, Zambia | Árbitro(s): Mathews Hamalila, Zambia |

| 27 de septiembre de 2022, 15:00 | Botsuana                   | 2:1     | Suazilandia      | Obed Itani Chilume Stadium, Francistown, |                        |
|                                 | - Molefe 30' - Mbakile 45' | Reporte | - N. Dlamini 75' | Árbitro(s): [[]], [[]]                   | Árbitro(s): [[]], [[]] |

```
Clasificó Suazilandia al vencer en el global 3-2
```

### Mauritania vs Togo
| 24 de septiembre de 2022, 19:00 | Mauritania     | 1:0     | Togo | Stade Cheikha Ould Boïdiya, Nuakchot, |                                  |
|                                 | - El Abd 90+4' | Reporte |      | Árbitro(s): Alhasan Bass, Gambia      | Árbitro(s): Alhasan Bass, Gambia |

| 27 de septiembre de 2022, 16:00 | Togo                    | 2:0     | Mauritania | Stade de Kégué, Lomé,                 |                                       |
|                                 | - Avotor 47' - Laba 68' | Reporte |            | Árbitro(s): Tanislas Ahomlanto, Benín | Árbitro(s): Tanislas Ahomlanto, Benín |

```
Clasificó Togo al vencer en el global 2-1
```

### Etiopía vs RD Congo
| 22 de septiembre de 2022, 16:00 | Etiopía | 0:0     | República Democrática del Congo | Abebe Bikila Stadium, Addis Ababa, |                        |
|                                 |         | Reporte |                                 | Árbitro(s): [[]], [[]]             | Árbitro(s): [[]], [[]] |

| 27 de septiembre de 2022, 15:30 | República Democrática del Congo | 1:0     | Etiopía | Stade des Martyrs, Kinshasa, |                        |
|                                 | - Bongonga 74'                  | Reporte |         | Árbitro(s): [[]], [[]]       | Árbitro(s): [[]], [[]] |

```
Clasificó RD Congo al vencer en el global 1-0
```

### Mozambique vs Mauricio
| 24 de septiembre de 2022, 16:00 | Mozambique                             | 3:0     | Mauricio | Estádio do Zimpeto, Maputo, |                        |
|                                 | - Gaby 13' - Lorenzoni 32' - Sidat 84' | Reporte |          | Árbitro(s): [[]], [[]]      | Árbitro(s): [[]], [[]] |

| 27 de septiembre de 2022, 16:00 | Mauricio              | 1:2     | Mozambique             | Complexe Sportif de Côte d'Or, Saint Pierre, |                        |
|                                 | Aristide 90+1' (pen.) | Reporte | - Sidat 14' - Ivan 82' | Árbitro(s): [[]], [[]]                       | Árbitro(s): [[]], [[]] |

```
Clasificó Mozambique al vencer en el global 5-1
```

### Burkina Faso vs Gambia
| 21 de septiembre de 2022, 16:00 | Burkina Faso | 0:1     | Gambia              | Stade de l'Amitié, Cotonú (Benín),      |                                         |
|                                 |              | Reporte | - Bojang 78' (pen.) | Árbitro(s): Abubakar Abdullahi, Nigeria | Árbitro(s): Abubakar Abdullahi, Nigeria |

| 27 de septiembre de 2022, 19:00 | Gambia   | 1:2     | Burkina Faso                | Stade de Marrakech, Marrakesh (Marruecos), |                        |
|                                 | - Bâ 82' | Reporte | - Dao 8' - Botué 70' (pen.) | Árbitro(s): [[]], [[]]                     | Árbitro(s): [[]], [[]] |

```
Clasificó Burkina Faso por regla gol de visita.
```

### Libia vs Ruanda
| 23 de septiembre de 2022, 19:00 | Libia                                                 | 4:1     | Ruanda        | Martyrs of February Stadium, Benghazi, |                        |
|                                 | - Al-Qulaib 20' (pen.), 48' - Yousef 52' - Salama 88' | Reporte | - Kamanzi 76' | Árbitro(s): [[]], [[]]                 | Árbitro(s): [[]], [[]] |

| 27 de septiembre de 2022, 15:00 | Ruanda                                      | 3:0     | Libia | Stade Huye, Butare,                 |                                     |
|                                 | - Niyigena 38', 53' - Rudasingwa 72' (pen.) | Reporte |       | Árbitro(s): Souleiman Djama, Yibuti | Árbitro(s): Souleiman Djama, Yibuti |

```
Clasificó Ruanda por regla gol de visita. 
```

### Madagascar vs Seychelles
| 24 de septiembre de 2022, 16:00 | Madagascar                                                                     | 5:0     | Seychelles | Mahamasina Municipal Stadium, Antananarivo, |                                           |
|                                 | - Randrianantenaina 12', 38' - Raheriniaina 16' - Jinidy 49' - Paul 87' (pen.) | Reporte |            | Árbitro(s): Dharamveer Hurbungs, Mauricio   | Árbitro(s): Dharamveer Hurbungs, Mauricio |

| 27 de septiembre de 2022, 16:00 | Seychelles   | 1:7     | Madagascar | Mahamasina Municipal Stadium, Antananarivo (Madagascar), |                        |
|                                 | - Aboudou 4' | Reporte | - Randrianandrasana 7' - Raheriniaina 11', 83' - Randrianantenaina 18', 66' - Fauré 54' (o.g.) - Ratsimbazafy 85' | Árbitro(s): [[]], [[]]                                   | Árbitro(s): [[]], [[]] |

```
Clasificó Madagascar al vencer en el global 12-1
```

### Angola vs Namibia
| 21 de septiembre de 2022, 17:00 | Angola                 | 2:1     | Namibia      | Estádio 11 de Novembro, Luanda, |                        |
|                                 | - Bito 63' - Picas 70' | Reporte | - Tsuseb 58' | Árbitro(s): [[]], [[]]          | Árbitro(s): [[]], [[]] |

| 24 de septiembre de 2022, 16:00 | Namibia | 0:6     | Angola                                                                | Estádio 11 de Novembro, Luanda (Angola), |                        |
|                                 |         | Reporte | - Benvindo 5' - Benarfa 23' - Capita 29', 76' - Bito 46' - Melono 84' | Árbitro(s): [[]], [[]]                   | Árbitro(s): [[]], [[]] |

```
Clasificó Angola al vencer en el global 8-1
```

## Segunda ronda
| Equipo 1                        | Global         | Equipo 2        | Ida   | Vuelta |
| ------------------------------- | -------------- | --------------- | ----- | ------ |
| Níger                           | 1 – 1 (v)      | Costa de Marfil | 0 - 0 | 1 - 1  |
| Sudán                           | 3 – 3 (v)      | Benín           | 2 - 0 | 3 - 1  |
| Tanzania                        | 1 - 3          | Nigeria         | 1 - 1 | 2 - 0  |
| Guinea                          | w/o            | Uganda          | -     | -      |
| Suazilandia                     | 0 - 1          | Egipto          | 0 - 0 | 1 - 0  |
| Sierra Leona                    | 1 - 2          | Zambia          | 1 - 1 | 1 - 0  |
| Togo                            | 2 – 2 (v)      | Sudáfrica       | 2 - 2 | 0 - 0  |
| Congo                           | 2 – 2 (v)      | Túnez           | 1 - 0 | 2 - 1  |
| República Democrática del Congo | 5 - 4          | Argelia         | 4 - 1 | 3 - 1  |
| Mozambique                      | 1 - 4          | Ghana           | 1 - 2 | 2 - 0  |
| Burkina Faso                    | 0 – 0 (3:5 p.) | Senegal         | 0 - 0 | 0 - 0  |
| Ruanda                          | 1 - 2          | Malí            | 1 - 1 | 1 - 0  |
| Madagascar                      | 0 - 5          | Gabón           | 0 - 1 | 4 – 0  |
| Angola                          | 2 - 3          | Camerún         | 2 - 3 | 0 - 0  |

### Níger vs Costa de Marfil
| 22 de octubre de 2022, 16:00 | Níger | 0–0     | Costa de Marfil | Stade Général Seyni Kountché, Niamey,    |                                          |
|                              |       | Reporte |                 | Árbitro(s): Hamidou Diero (Burkina Faso) | Árbitro(s): Hamidou Diero (Burkina Faso) |

| 29 de octubre de 2022, 17:00 | Costa de Marfil | 1–1     | Níger            | Stade de Yamoussoukro, Yamoussoukro, |  |
|                              | - Traoré 59'    | Reporte | - Amoustapha 46' |                                      |  |

Clasificó Níger por regla gol de visita.

### Sudán vs Benín
| 23 de octubre de 2022, 15:30 | Sudán                    | 2–0     | Benín | Al-Merrikh Estadio, Omdurman,        |                                      |
|                              | - Nouh 44' - Abdalah 80' | Reporte |       | Árbitro(s): Abongile Tom (Sudáfrica) | Árbitro(s): Abongile Tom (Sudáfrica) |

| 30 de octubre de 2022, 17:00 | Benín | 3–1 | Sudán | Stade de l'Amitié, Cotonú,               |  |
|                              |       |     |       | Árbitro(s): Abdel Aziz Bouh (Mauritania) |  |

Clasificó Sudán por regla gol de visita.

### Tanzania vs Nigeria
| 22 de octubre de 2022, 16:00 | Tanzania            | 1–1     | Nigeria                 | Benjamin Mpaka Estadio, Dar es Salaam, |                                      |
|                              | - Msengi 76' (pen.) | Reporte | - Makanjuola 29' (pen.) | Árbitro(s): Souleiman Djama (Yibuti)   | Árbitro(s): Souleiman Djama (Yibuti) |

| 29 de octubre de 2022, 16:00 | Nigeria                                | 2–0     | Tanzania | Lekan Salami Estadio, Ibadán,    |                                  |
|                              | - Ogunniyi 59' - Makanjuola 67' (pen.) | Reporte |          | Árbitro(s): Gnama Aklesso (Togo) | Árbitro(s): Gnama Aklesso (Togo) |

Clasificó Nigeria al vencer en el global 3-1

### Guinea vs Uganda
| 23 de octubre de 2022, 16:00 | Guinea | w/o | Uganda |  |  |

| 29 de octubre de 2022, 16:00 | Uganda | w/o | Guinea |  |  |

Clasificó Guinea por w/o

### Suazilandia vs Egipto
| 23 de octubre de 2022, 15:00 | Suazilandia | 0–0     | Egipto | Somhlolo National Estadio, Lobamba,       |                                           |
|                              |             | Reporte |        | Árbitro(s): Retselisitsoe Molise (Lesoto) | Árbitro(s): Retselisitsoe Molise (Lesoto) |

| 30 de octubre de 2022, 20:00 | Egipto       | 1–0     | Suazilandia | Alexandria Estadio, Alexandria, |  |
|                              | - Faisal 70' | Reporte |             |                                 |  |

Clasificó Egipto al vencer en el global 1-0

### Sierra Leona vs Zambia
| 22 de octubre de 2022, 16:00 | Sierra Leona           | 1–1     | Zambia              | SKD Sports Complex, Monrovia (Liberia), |  |
|                              | - A. Conteh 58' (pen.) | Reporte | - Mutale 90' (pen.) |                                         |  |

| 29 de octubre de 2022, 15:00 | Zambia      | 1–0     | Sierra Leona | National Heroes Estadio, Lusaka, |  |
|                              | - Phiri 65' | Reporte |              |                                  |  |

Clasificó Zambia al vencer en el global 2-1

### Togo vs Sudáfrica
| 23 de octubre de 2022, 16:00 | Togo                             | 2–2     | Sudáfrica                         | Stade de Kégué, Lomé,                     |                                           |
|                              | - Laba 21' - Wetchire 80' (pen.) | Reporte | - Van Wyk 28' - Cupido 31' (pen.) | Árbitro(s): Moussa Ahmadou Alou (Nigeria) | Árbitro(s): Moussa Ahmadou Alou (Nigeria) |

| 30 de octubre de 2022, 15:00 | Sudáfrica | 0–0     | Togo | Orlando Estadio, Johannesburg,     |                                    |
|                              |           | Reporte |      | Árbitro(s): Mashood Ssali (Uganda) | Árbitro(s): Mashood Ssali (Uganda) |

Clasificó Sudáfrica por regla gol de visita.

### Congo vs Túnez
| 23 de octubre de 2022, 15:30 | Congo         | 1–0     | Túnez | Stade Alphonse Massemba-Débat, Brazzaville, |                                         |
|                              | - Bassinga 1' | Reporte |       | Árbitro(s): Blaise Yuven Ngwa (Camerún)     | Árbitro(s): Blaise Yuven Ngwa (Camerún) |

| 30 de octubre de 2022, 15:30 | Túnez                    | 2–1     | Congo          | Stade Olympique Hammadi Agrebi, Radès, |                                |
|                              | - Labidi 9' - Garreb 60' | Reporte | - Bassinga 85' | Árbitro(s): Amin Omar (Egipto)         | Árbitro(s): Amin Omar (Egipto) |

Clasificó Congo por regla gol de visita.

### República Democrática del Congo vs Argelia
| 23 de octubre de 2022, 15:30 | República Democrática del Congo                 | 4–1     | Argelia         | Stade des Martyrs, Kinshasa,                           |                                                        |
|                              | - Mujaya 3' - Ikangalombo 20', 23' - Bakata 56' | Reporte | - Bekkouche 85' | Árbitro(s): Santillan da Costa (Santo Tomé y Príncipe) | Árbitro(s): Santillan da Costa (Santo Tomé y Príncipe) |

| 30 de octubre de 2022, 18:00 | Argelia                            | 3–1     | República Democrática del Congo | Estadio 8 de mayo de 1945, Sétif,             |                                               |
|                              | - Belkhir 10', 63' - Bekkouche 48' | Reporte | - Mwamba 58'                    | Árbitro(s): Noureddine El Jaafari (Marruecos) | Árbitro(s): Noureddine El Jaafari (Marruecos) |

Clasificó República Democrática del Congo al vencer en el global 5-4

### Mozambique vs Ghana
| 23 de octubre de 2022, 15:00 | Mozambique       | 1–2     | Ghana                            | Estádio do Zimpeto, Maputo,                   |                                               |
|                              | - Vilanculos 88' | Reporte | - Afriyie 65' (pen.), 76' (pen.) | Árbitro(s): Ibrahim Tsimanohitsy (Madagascar) | Árbitro(s): Ibrahim Tsimanohitsy (Madagascar) |

| 30 de octubre de 2022, 00:00 | Ghana                              | 2–0     | Mozambique | Baba Yara Estadio, Kumasi,          |                                     |
|                              | - Simba 45+1' - Afriyie 54' (pen.) | Reporte |            | Árbitro(s): Bakary Gassama (Gambia) | Árbitro(s): Bakary Gassama (Gambia) |

Clasificó Ghana al vencer en el global 4-1

### Burkina Faso vs Senegal
| 23 de octubre de 2022, 15:00 | Burkina Faso | 0–0     | Senegal | Stade de l'Amitié, Cotonú (Benín), |  |
|                              |              | Reporte |         |                                    |  |

| 29 de octubre de 2022, 19:00 | Senegal | 0–0     | Burkina Faso | Stade Abdoulaye Wade, Dakar,          |                                       |
|                              |         | Reporte |              | Árbitro(s): Younoussa Camara (Guinea) | Árbitro(s): Younoussa Camara (Guinea) |

Clasificó Senegal al vencer mediante tiros penales.

### Ruanda vs Mali
| 22 de octubre de 2022, 15:00 | Ruanda             | 1–1     | Malí           | Stade Huye, Butare,               |                                   |
|                              | - Diaby 44' (o.g.) | Reporte | - Diomandé 43' | Árbitro(s): Hassan Hagi (Somalia) | Árbitro(s): Hassan Hagi (Somalia) |

| 29 de octubre de 2022, 17:00 | Malí         | 1–0     | Ruanda | Stade du 26 Mars, Bamako,               |                                         |
|                              | - Traoré 35' | Reporte |        | Árbitro(s): Stanislas Ahomlanto (Benín) | Árbitro(s): Stanislas Ahomlanto (Benín) |

Clasificó Mali al vencer en el global 2-1

### Madagascar vs Gabón
| 23 de octubre de 2022, 16:00 | Madagascar | 0–1     | Gabón       | Mahamasina Municipal Estadio, Antananarivo, |                                        |
|                              |            | Reporte | - Ovono 65' | Árbitro(s): Celso Alvação (Mozambique)      | Árbitro(s): Celso Alvação (Mozambique) |

| 29 de octubre de 2022, 15:30 | Gabón                                                  | 4–0     | Madagascar | Stade de Franceville, Franceville, |  |
|                              | - Mbenga 4' - Ovono 21' - Kabinambele 56' - Nkoghe 80' | Reporte |            |                                    |  |

Clasificó Gabón al vencer en el global 5-0

### Angola vs Camerún
| 22 de octubre de 2022, 16:00 | Angola          | 2–3     | Camerún                        | Estádio 11 de Novembro, Luanda, |  |
|                              | - Zini 14', 88' | Reporte | - Kaiba 7' - Ndjantou 65', 73' |                                 |  |

| 30 de octubre de 2022, 00:00 | Camerún | 0–0     | Angola | Ahmadou Ahidjo Estadio, Yaundé,  |                                  |
|                              |         | Reporte |        | Árbitro(s): Pierre Atcho (Gabón) | Árbitro(s): Pierre Atcho (Gabón) |

Clasificó Camerún al vencer en el global 3-2

## Tercera ronda
Los ganadores clasificarán para la Copa Africana de Naciones Sub-23 de 2023
| Equipo 1  | Global        | Equipo 2 | Ida   | Vuelta |
| --------- | ------------- | -------- | ----- | ------ |
| Níger     | 2 - 1         | Sudán    | 0 - 0 | 1 - 2  |
| Nigeria   | 0 - 2         | Guinea   | 0 - 0 | 2 - 0  |
| Egipto    | 2 - 0         | Zambia   | 2 - 0 | 0 - 0  |
| Sudáfrica | 1 – 1 (v)     | Congo    | 1 - 1 | 0 - 0  |
| Argelia   | 1 - 2         | Ghana    | 1 - 1 | 1 - 0  |
| Senegal   | 3 - 4         | Malí     | 3 - 1 | 3 - 0  |
| Gabón     | 1 – 1 (7:6p.) | Camerún  | 1 - 0 | 1 - 0  |

### Níger vs Sudán
| 22 de marzo de 2023 | Níger | 0–0     | Sudán | Stade Général Seyni Kountché, Niamey, |  |
|                     |       | Reporte |       |                                       |  |

| 28 de marzo de 2023 | Sudán | 1–2 | Níger |  |  |

### Nigeria vs Guinea
| 22 de marzo de 2023 | Nigeria | 0−0     | Guinea | Moshood Abiola National Stadium, Abuya, |                                         |
|                     |         | Reporte |        | Árbitro(s): Sabri Mohamed Fadul (Sudán) | Árbitro(s): Sabri Mohamed Fadul (Sudán) |

| 28 de marzo de 2023 | Guinea | 2–0 | Nigeria |  |  |

### Egipto vs Zambia
| 22 de marzo de 2023 | Egipto                | 2–0     | Zambia | 30 June Stadium, Cairo,                  |                                          |
|                     | - Adel 73' - Atef 88' | Reporte |        | Árbitro(s): Tsegay Mogos Teklu (Eritrea) | Árbitro(s): Tsegay Mogos Teklu (Eritrea) |

| 26 de marzo de 2023 | Zambia | 0–0     | Egipto | Levy Mwanawasa Stadium, Ndola,             |                                            |
|                     |        | Reporte |        | Árbitro(s): Jeannot Franck Bito (Cameroon) | Árbitro(s): Jeannot Franck Bito (Cameroon) |

### Sudáfrica vs Congo
| 23 de marzo de 2023 | Sudáfrica    | 1–1     | Congo         | Dobsonville Stadium, Johannesburg, |  |
|                     | - Maseko 67' | Reporte | - Bissila 44' |                                    |  |

| 27 de marzo de 2023 | Congo | 0–0     | Sudáfrica | Stade Alphonse Massemba-Débat, Brazzaville, |  |
|                     |       | Reporte |           |                                             |  |

### Argelia vs Ghana
| 24 de marzo de 2023 | Argelia           | 1–1     | Ghana          | 19 May 1956 Stadium, Annaba,        |                                     |
|                     | - Bekkouche 90+2' | Reporte | - Issahaku 86' | Árbitro(s): Hassen Corneh (Liberia) | Árbitro(s): Hassen Corneh (Liberia) |

| 28 de marzo de 2023 | Ghana | 1–0 | Argelia |  |  |

### Senegal vs Malí
| 22 de marzo de 2023 | Senegal                                       | 3–1     | Malí         | Diamniadio Olympic Stadium, Dakar,      |                                         |
|                     | - M. Camara 14' - Dramé 27' - Sima 65' (pen.) | Reporte | - Diarra 60' | Árbitro(s): Abdulsalam Kassim (Nigeria) | Árbitro(s): Abdulsalam Kassim (Nigeria) |

| 28 de marzo de 2023 | Malí | 3–0 | Senegal |  |  |

### Gabón vs Camerún
| 25 de marzo de 2023 | Gabón | 1–0     | Camerún | Stade de Franceville, Franceville, |  |
|                     |       | Reporte |         |                                    |  |

| 28 de marzo de 2023 | Camerún | 1–0 | Gabón |  |  |